# 九头狮子草
九头狮子草（学名：Peristrophe japonica）为爵床科观音草属的植物。分布于日本以及中国大陆的广东、重庆、云南、安徽、江西、江苏、湖北、河南、广西、贵州、福建、浙江、湖南等地，生长于海拔800米至2,000米的地区，常生于路边、草地或林下，目前尚未由人工引种栽培。

## 别名
接长草，土细辛（植物名实图考）

## 延伸阅读
[在维基数据编辑]
 《植物名實圖考·九頭獅子草》，出自吳其濬《植物名實圖考》

## 外部連結
- 九頭獅子草 Jiutoushizhicao（页面存档备份，存于） 藥用植物圖像資料庫 (香港浸會大學中醫藥學院) （繁體中文）（英文）